# Hans Lamprecht
Hans Emil Lamprecht (* 26. Juni 1919 in Zürich; † 31. März 2012) war ein schweizerisch-deutscher Forstwissenschaftler. 
Der international anerkannte Experte für den tropischen Wald und den tropischen Waldbau lehrte und forschte von 1952 bis 1966 an der Forstlichen Fakultät der Andenuniversität in Mérida und leitete von 1966 bis 1984 die Abteilung Waldbau der Tropen und Naturwaldforschung an der Georg-August-Universität Göttingen. 

## Leben

### Herkunft und Ausbildung
Geboren als Sohn von Hans Lamprecht und dessen Frau Anna geborene Weber, wuchs Hans Emil Lamprecht in mehreren Schweizer Orten auf. Die Primar- und Sekundarschule besuchte er in Dietikon, anschließend die humanistischen Gymnasien in Altdorf und Disentis. In Disentis legte er 1940 auch seine Reifeprüfung ab und begann noch im gleichen Jahr ein Forststudium an der Eidgenössischen Technischen Hochschule (ETH) Zürich, das er 1944 als Diplom-Forstingenieur abschloss. Es folgte die forstliche Praxis beim Stadtforstamt St. Gallen und dem Kreisforstamt Visp, nach der Hans Lamprecht im Frühjahr 1946 das eidgenössische Wählbarkeitszeugnis erhielt. Seit Anfang 1946 war er als Assistent von Hans Leibundgut am Institut für Waldbau der ETH Zürich tätig und forschte zugleich für seine Dissertationsschrift Ueber den Einfluß von Umweltsfaktoren auf die Frostrißbildung bei Stiel- und Traubeneiche im nordostschweizerischen Mittelland, mit der er 1951 unter Leibundgut an der ETH zum Dr.-Ing. forest. promoviert wurde.

### Als Professor in Venezuela und Deutschland

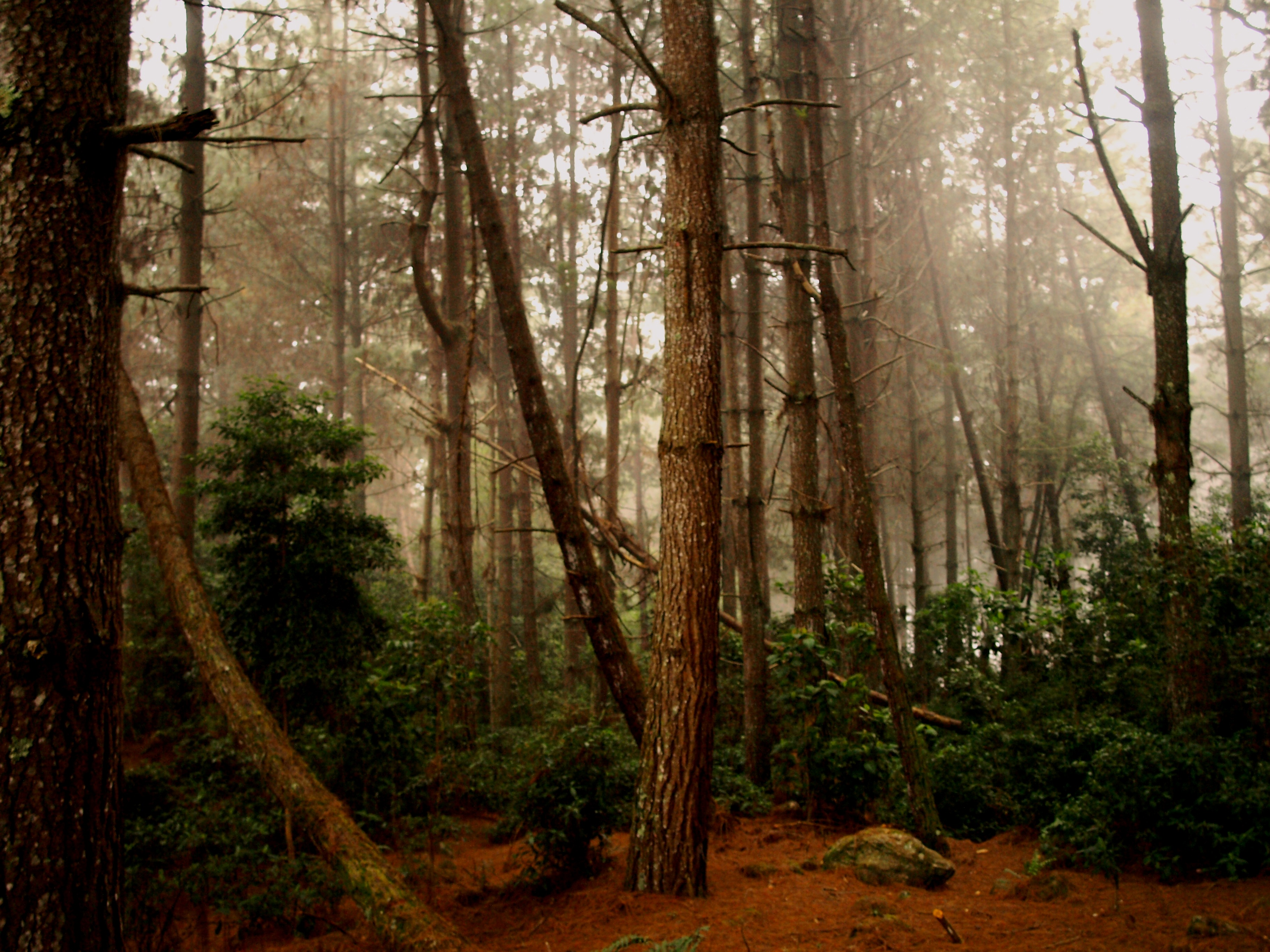
Hans Lamprecht forschte intensiv über die Wälder rund um Mérida

Im Jahr 1952 ging Hans Lamprecht nach Venezuela, um an der Forstlichen Fakultät der Andenuniversität (Universidad de Los Andes, kurz ULA) in Mérida als Professor für Waldbau zu lehren und zu forschen. 1965 nahm er einen Ruf an die seinerzeit noch in Hann. Münden angesiedelte Forstliche Fakultät der Georg-August-Universität Göttingen an. Als Nachfolger von Friedrich-Karl Hartmann wurde er dort im März 1966 Ordinarius für Naturwaldforschung, einschließlich Waldbau der Tropen und Subtropen, und Direktor des Instituts für Waldbau-Grundlagen. Auf Initiative von Alfred Bonnemann und Hans Lamprecht wurden alsbald die beiden Waldbau-Institute der Fakultät vereint, wobei Lamprecht als Leiter der Abteilung II den Lehrstuhl für Naturwaldforschung sowie Waldbau der Tropen und Subtropen erhielt. Diese beiden Fachgebiete hat er dann – vor allem nach dem Umzug der Fakultät nach Göttingen – neu aufgebaut und bis zu seiner Emeritierung 1984 beständig fortentwickelt.
Lamprecht lebte in Bösinghausen in Waake und zog in seinem Ruhestand schließlich nach Holzmaden. Er starb am 31. März 2012 im Alter von 92 Jahren.

## Leistungen

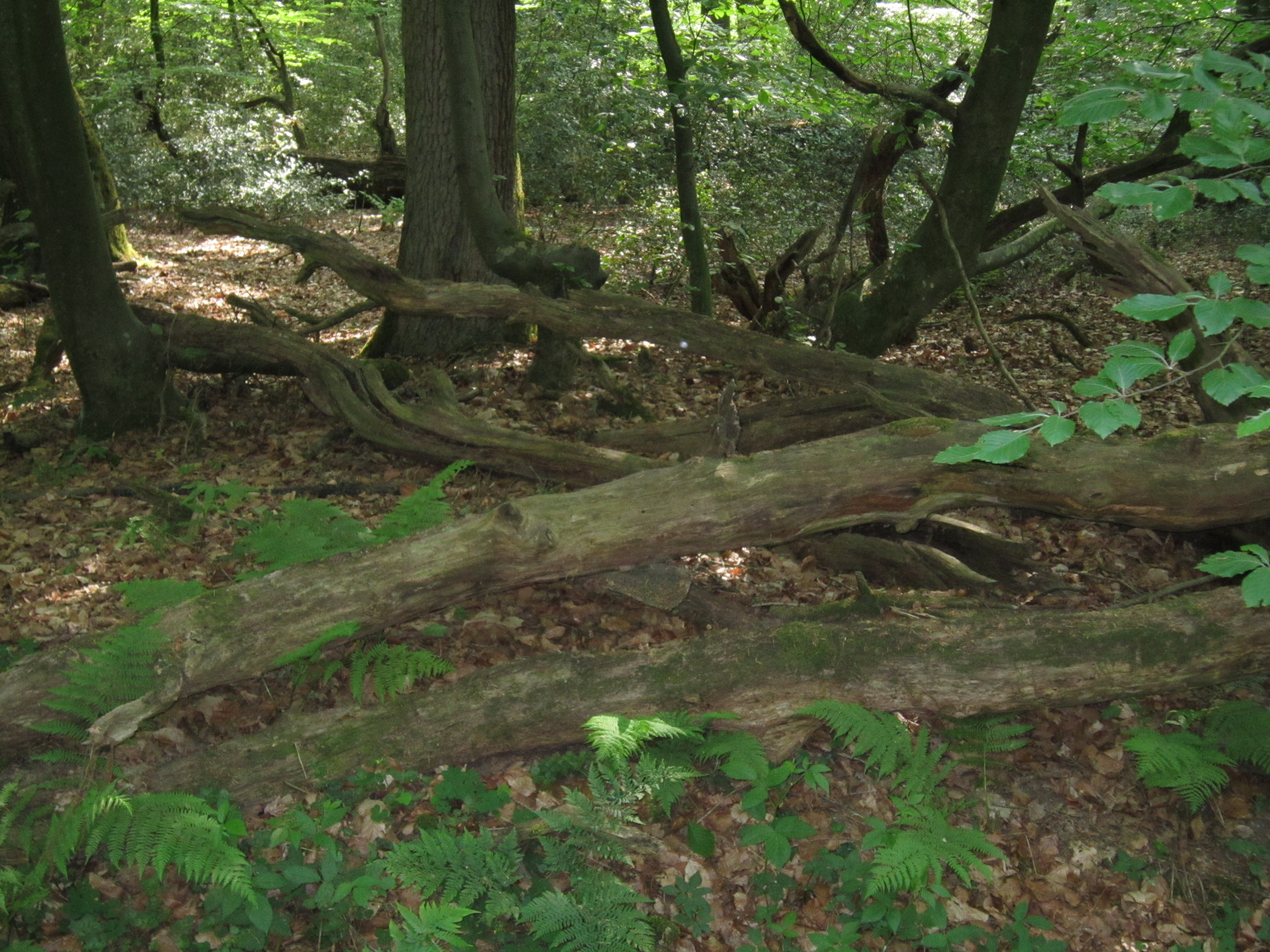
Auf Lamprecht geht zurück, dass mehrere Bundesländer Naturwaldreservate auswiesen – wie hier im niedersächsischen Herrenholz

Hans Lamprecht hat in Lehre und Forschung ein sehr breites Spektrum bearbeitet. Galt es in seinen Jahren in Venezuela vor allem, über den Waldbau Wege zu einer nachhaltigen forstlichen Nutzung tropischer Wälder zu finden, hat er in seiner Göttinger Zeit zusätzlich noch die Grundlagen des Waldbaus sowie die Vegetationskunde der gemäßigten Breiten abgedeckt. Einer seiner Schwerpunkte war in diesem Zusammenhang die Naturwaldforschung. Zu seinen Pionierleistungen gehört, dass in mehreren deutschen Bundesländern in den wichtigsten Waldgesellschaften in vergleichbarer Weise Naturwaldreservate ausgewiesen wurden. Auf diesen Flächen bleibt der Wald ganz sich selbst überlassen, wobei die natürlichen Prozesse wissenschaftlich erforscht werden. Aufgrund der langen Entwicklungszeiträume in Waldökosystemen sind dafür Forschungsprojekte mit langem Atem erforderlich. Lamprecht war klar, dass erst spätere Forschergenerationen die Früchte dieser Untersuchungen würden ernten können.
International bekannt machten ihn jedoch seit den 1950er Jahren seine Arbeiten über die Wälder der Tropen und den tropischen Waldbau. Hans Lamprecht vertrat stets einen naturnahen Waldbau, sah aber auch die Notwendigkeit von Aufforstungen und Holzzuchtplantagen, um den weltweit beständig steigenden Rohstoffbedarf decken zu können. Er unternahm zahlreiche Forschungsreisen in die Wälder der tropischen Zone – neben Südamerika auch in Afrika und Südostasien – und hielt auch nach seiner Rückkehr nach Europa beständig Kontakt in die betreffenden Regionen. Lamprecht betreute – oft in enger Zusammenarbeit mit der Deutschen Gesellschaft für Technische Zusammenarbeit (GTZ) – eine Fülle verschiedener Tropenwaldprojekte und zahlreiche Dissertationen zu diesem Themengebiet. Daneben beriet er unzählige junge Leute aus Deutschland und Ländern Lateinamerikas auf ihrem Berufsweg.
Dass er das Lehr- und Forschungsgebiet „Waldbau der Tropen und Subtropen“ an der Universität Göttingen aufbaute und fortentwickelte, trug ganz wesentlich zum internationalen Ruf der Forstlichen Fakultät bei. Dabei half auch der in der Bundesrepublik einzigartige Umstand, dass an der Göttinger Universität sowohl eine landwirtschaftliche als auch eine forstliche Fakultät mit starkem Engagement in den Tropen und Subtropen vorhanden war. Gemeinsam gründeten diese das Forschungs- und Studienzentrum der Agrar- und Forstwissenschaften der Tropen und Subtropen (Tropenzentrum), dessen geschäftsführender Leiter Lamprecht viele Jahre lang war. Einen kongenialen Mitstreiter fand er dabei in dem Agrarwissenschaftler Wolfram Achtnich. Gemeinsam mit ihm war er mehrere Jahre lang Herausgeber der Schriftenreihe Göttinger Beiträge zur Land- und Forstwirtschaft in den Tropen und Subtropen. Auch nach seiner Emeritierung blieb Lamprecht zusammen mit Achtnich eine der zentralen Persönlichkeiten des Tropenzentrums und war an mehreren international ausgerichteten Symposien beteiligt. 
Hans Lamprecht hat insgesamt mehr als 90 Aufsätze in nationalen und internationalen Fachzeitschriften veröffentlicht. Seine in Jahrzehnten gewonnenen Erfahrungen ließ er in das Buch Waldbau in den Tropen (1986) einfließen, das weltweite Beachtung fand. Die Deutsche Gesellschaft für Technische Zusammenarbeit veranlasste Übersetzungen ins Englische, Spanische und Portugiesische, die 1989 und 1990 erschienen.

## Auszeichnungen
Hans Lamprechts Verdienste um die Forstwirtschaft und die Forstwissenschaft in den Tropengebieten wurden 1984 mit der Bernhard-Eduard-Fernow-Plakette, gemeinsam verliehen vom Deutschen Forstverein und der American Forestry Association, gewürdigt. Im Jahr 1990 war Lamprecht der erste Träger des neu gestifteten Georg-Ludwig-Hartig-Preises der Georg-Ludwig-Hartig-Stiftung. Damit würdigte die Stiftung neben seinem internationalen Forschungsleistungen auch seine Tätigkeit als Dozent für Waldbaugrundlagen der gemäßigten Breiten sowie seine Naturwaldforschung.

## Schriften
- Ueber den Einfluß von Umweltsfaktoren auf die Frostrißbildung bei Stiel- und Traubeneiche im nordostschweizerischen Mittelland. Dissertationsschrift. Buchdruckerei Konkordia, Winterthur 1950 Digitalisat.
- Estudios selviculturales en los bosques del Valle de la Mucuy, cerca de Mérida. Universidad de los Andes – Facultad de Ingeniería Forestal, Mérida 1954.
- Tropenwälder und tropische Waldwirtschaft. Eine Einführung in den Tropenwaldbau. (Beiheft zu den Zeitschriften des Schweizerischen Forstvereins, Nr. 32). Schweizerischer Forstverein, Zürich 1961.
- als Mitverfasser: Naturwaldreservate in Niedersachsen. Heft 23 der Schriftenreihe Aus dem Walde. Zwei Bände. Schaper, Hannover 1974.
- als Mitverfasser: Ecosystem research in South America.  In der Reihe Biogeographica, Vol. 8. Junk, The Hague 1977 (ISBN 90-6193-209-2).
- Baumarten der Tropen. Verbreitung, Ökologie, Waldbau, Verwendung. Institut für Waldbau, Göttingen 1980.
- Waldbau in den Tropen. Die tropischen Waldökosysteme und ihre Baumarten – Möglichkeiten und Methoden zu ihrer nachhaltigen Nutzung. Parey, Hamburg und Berlin 1986 (ISBN 3-490-05216-1).
- Tropische Regenwälder. Regenwaldzerstörung und mögliche Erhaltungsstrategien. Heft 29 der Florenburg-Reihe. Wilhelm-Münker-Stiftung, Siegen 1990 (ISBN 3-937409-29-7).

Zudem war Hans Lamprecht Mitherausgeber der Schriftenreihe Göttinger Beiträge zur Land- und Forstwirtschaft in den Tropen und Subtropen.